# Großes Meer, Loppersumer Meer
Das Große Meer, Loppersumer Meer ist ein Naturschutzgebiet in den niedersächsischen Gemeinden Südbrookmerland und Hinte im Landkreis Aurich.

## Allgemeines
Das Naturschutzgebiet mit dem Kennzeichen NSG WE 320 ist circa 835,77 Hektar groß. Es ist größtenteils Bestandteil des rund 891 Hektar großen FFH-Gebietes „Großes Meer, Loppersumer Meer“ und vollständig Bestandteil des sich über rund 5922 Hektar erstreckenden Vogelschutzgebietes „Ostfriesische Meere“. Es ist zu einem großen Teil vom Landschaftsschutzgebiet „Großes Meer und Umgebung“ umgeben, das es im Geltungsbereich der Naturschutzverordnung ersetzt. Mit der Ausweisung des Naturschutzgebietes gingen die bisherigen Naturschutzgebiete „Südteil Großes Meer“ und „Loppersumer Meer“ in ihm auf. Das Gebiet steht seit dem 10. Oktober 2020 unter Naturschutz. Zuständige untere Naturschutzbehörde ist der Landkreis Aurich.

## Beschreibung
Das Naturschutzgebiet liegt zwischen Emden und Aurich in einem ausgedehnten Niederungsgebiet. Der größte Teil des Naturschutzgebietes liegt unterhalb des Meeresspiegels. Es umfasst die Flachwasserseen Großes Meer mit seinen Randbereichen und Loppersumer Meer mit angrenzenden Flächen, die Süderriede, im Norden und Süden des Großen Meeres Feuchtgebiete im Bereich verlandeter Flachwasserseen wie Burhafer Meer im Norden und Siersmeer und Herrenmeeder Meer im Süden sowie angrenzende Flächen. Neben der Süderriede, die vom Marscher Tief zum Loppersumer Meer verläuft, befinden sich Teile von Meedekanal, Marscher Tief, Wiegboldsburer Riede, Knockster Tief, Westerender Ehe und Heikeschloot sowie zahlreiche weitere Entwässerungsgräben und Grüppen im Naturschutzgebiet.

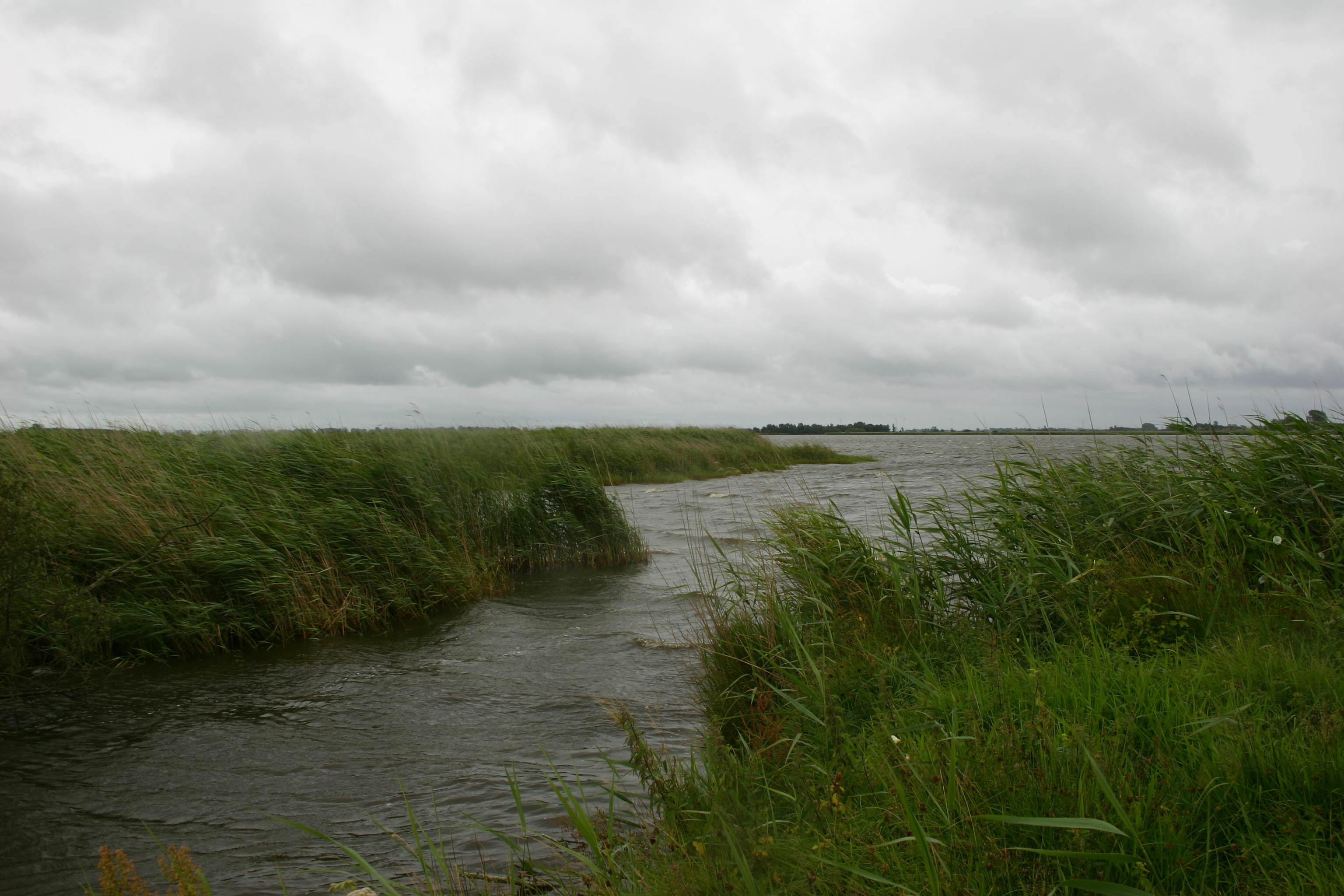
Ufer mit Schilfzone am Großen Meer

Großes Meer und Loppersumer Meer sind von bis zu 250 Meter breiten Verlandungszonen umgeben, die vielfach von Schilf eingenommen sind. Große Teile des Naturschutzgebietes werden neben den Wasserflächen von Röhrichten, Seggenrieden, Sümpfen und Niedermooren mit Feuchtwiesen sowie teilweise Hochstaudenfluren eingenommen, in die stellenweise Gehölze überwiegend aus Grauweide und Schwarzerle, die stellenweise kleine Bruchwälder ausbilden, eingestreut sind. In den Randbereichen befinden sich vielfach Grünländer unterschiedlicher Nutzungsintensitäten. In den Sümpfen, Niedermooren und Feuchtwiesen siedeln je nach Standort unter anderem Wiesensegge, Hirsesegge, Grausegge, Schnabelsegge, Flatterbinse, Schmalblättriges Wollgras, Sumpfblutauge, Sumpfdotterblume, Sumpfschwertlilie, Gewöhnlicher Gilbweiderich, Straußblütiger Gilbweiderich, Bittersüßer Nachtschatten, Sumpfhaarstrang, Sumpfhelmkraut, Wiesenschaumkraut, Flammender Hahnenfuß, Wasserminze, Wassernabel, Sumpfkratzdistel und Wasserschierling. Die Hochstaudenfluren werden unter anderem aus Zottigem Weidenröschen, Gewöhnlichem Wasserdost, Waldengelwurz und Mädesüß gebildet.
In den Gewässern siedeln unter anderem die Wasserpflanzen Froschkraut, Krauses Laichkraut und Froschbiss. Die Gewässer sind Lebensraum unter anderem für Schlammpeitzger und Steinbeißer. Gewässer und Feuchtgebiete beherbergen verschiedene Amphibien, darunter Seefrosch, Moorfrosch und Grasfrosch.
Das Gebiet ist Lebensraum verschiedener Vogelarten, darunter Entenvögel wie Löffelente, Krickente, Knäkente, Schnatterente, Reiherente, Brandgans und Graugans, Haubentaucher, Wasserralle, Tüpfelsumpfhuhn, Rohrweihe, Wiesenweihe, Kornweihe, Sumpfohreule, Großer Brachvogel, Uferschnepfe, Rotschenkel, Bekassine, Kiebitz, Flussseeschwalbe, Schilfrohrsänger, Rohrschwirl, Blaukehlchen, Braunkehlchen, Wiesenpieper, Feldlerche und Steinschmätzer. Der Weißstorch nutzt das Gebiet für die Nahrungssuche. Auch die Saatkrähe ist als Nahrungsgast anzutreffen. Das Gebiet ist auch Jagdrevier der Teichfledermaus. Daneben kommen auch Rauhautfledermaus, Abendsegler und Breitflügelfledermaus vor.
Das Gebiet ist Rastgebiet für Gänse (insbesondere Grau- und Blässgans) und Limikolen.
Die Bereiche Siersmeer und Herrenmeeder Meer werden vielfach landwirtschaftlich genutzt. Die Nutzung soll extensiviert werden. Es ist vorgesehen, die Gebiete weniger stark zu entwässern bzw. durch Maßnahmen zur Rückhaltung von Wasser zu vernässen sowie als Überflutungspolder zu nutzen.
Das Naturschutzgebiet ist größtenteils von landwirtschaftlichen Nutzflächen umgeben.

## Freizeitnutzung
Im Norden und Nordosten grenzen ein Ferienhausgebiet und Campingplatz an das Große Meer. Teile des Großen Meeres werden hier wassersportlich genutzt. In einem Teilbereich im Nordosten des Großen Meeres befindet sich ein Badebereich.
Stellenweise ist das Naturschutzgebiet von Wegen aus erlebbar. Am 3-Meere-Weg befinden sich Stationen für das Naturerleben und zur Umweltbildung. An mehreren Stellen befinden sich Aussichtsplattformen, von denen aus das Naturschutzgebiet eingesehen werden kann.